# Partido Federal (Argentina, 1973)
El Partido Federal es un partido político argentino fundado por Francisco "Paco" Manrique en 1973. Intentó ser el partido sucesor del gobierno militar conocido como Revolución Argentina (1966-1973), del que su fundador era ministro. Para las elecciones del 11 de marzo de 1973, efectuó una alianza con el Partido Demócrata Progresista, quien aportó el candidato a vicepresidente Rafael Martínez Raymonda, obteniendo el tercer lugar con 1.775.867 votos que representaban el 14,9%.
Entre 1974 y 1976 formó parte de la oposición a la administración justicialista y la presidencia de Isabel Martínez de Perón. En las elecciones presidenciales de 1983, las primeras después del golpe de Estado de 1976, formó parte de la Alianza Federal. En 1987 el partido se integró en la Convergencia Programática de Raúl Alfonsín, de la que se separó posteriormente. En 1988 falleció Manrique y le sucedió como presidente Guillermo Francos, que renunció a su cargo y fue sucedido por Martín Borrelli en 1998. Diez años más tarde, pasó a encabezar el partido Gustavo Forgione.

## Historia
El Partido Federal fue fundado el 8 de diciembre de 1973 por Francisco Manrique, luego de las elecciones presidenciales de ese año bajo el impulso de los casi dos millones de votos obtenidos por la Alianza Popular Federalista que sostenía el binomio conformado por Manrique y Rafael Martínez Raymonda del Partido Demócrata Progresista en la primera elección de aquel año de 1973. 
Entre los años 1974 y 1976, el PF mantuvo una posición sumamente critica del gobierno nacional que encabezaba la presidente María Estela Martínez de Perón y condenó por igual a la subvesión como a las acciones de las fuerzas parapoliciales como la Triple A. En marzo de 1976 el PF buscó una salida dentro del marco de las instituciones para la grave crisis que afrontaba el gobierno de Isabel Perón pero una vez producido el golpe de Estado del 24 de marzo aceptó con resignación este suceso, señalando que debía servir a los argentinos "... para protagonizar de una manera u otra, el ineludible proceso de transformación, que permita fortalecer a la república, a la democracia, para una comunidad digna y en libertad". 
Durante los primeros años del gobierno militar, el PF siguió desarrollando actividades políticas, pese a la veda impuesta por el gobierno, a través de la labor del diario "Correo de la Tarde". En los artículos publicados en el periódico se atacaba fuertemente la política económica del llamado "Proceso de Reorganización Militar" y reclamaba una inmediata institucionalización del país, lo que derivó en que el diario fuera prohibido. 
Con el retorno a la democracia en el año 1983, el Partido Federal renovó todas sus estructuras a nivel nacional y para las elecciones presidenciales de octubre de ese año realizó alianzas con la Fuerza Federalista Popular, con el Movimiento Línea Popular y con la Concentración Demócrata para formar la Alianza Federal, que postulaba como candidatos a presidente y vicepresidente a Francisco Manrique y al puntano Guillermo Belgrano Rawson. La Alianza Federal llevó candidatos en todas las provincias del país y en la Capital Federal presentó como primer candidato a diputado nacional a Eugenio Aramburu, hijo del expresidente Pedro Eugenio Aramburu, asesinado por Montoneros en 1970 y que pregonaba una política de pacificación nacional, sin rencores. Además llevaban como candidatos a senadores nacionales, también en la Capital Federal, a Juan José Catalán y a Julio César Cueto Rúa. Pero debido a la fuerte polarización entre las candidaturas de Raúl Alfonsín y la de Ítalo Argentino Luder, los resultados obtenidos por la Alianza Federal fueron magros y la fórmula Manrique-Belgrano Rawson obtuvo menos del 1% de los votos, tampoco logrando ninguna gobernación ni ninguna banca en el Congreso Nacional. 
En las elecciones legislativas de 1985 se postula Manrique como primer candidato a diputado nacional por la Capital Federal y el profesor Ariel Dulevich Uzal como primer candidato a diputado nacional en la provincia de Buenos Aires. Por tan solo 2.500 votos Manrique no pudo acceder a una banca en la Cámara de Diputados de la Nación. Pero en esta elección, el Partido Federal logra una banca en el Consejo Deliberante de la Capital Federal, en la persona de Guillermo Francos, joven dirigente del partido. 
Luego de las elecciones de 1985 Manrique regresa al periodismo, pero esta vez lo hace a través de la televisión. Su columna diaria en un reconocido noticiero alcanza una enorme popularidad. Ningún tema le es ajeno, pero se enfoca especialmente en uno que lleva consigo de manera personal: los jubilados. Manrique se convierte en su principal defensor. Gracias a su influencia, en 1986 el presidente Raúl Alfonsín lo convoca para renovar un gabinete que ya mostraba signos de agotamiento. Le encomienda la creación de la Secretaría de Turismo de la Nación, un área que, desde ese momento, experimenta un impulso sin precedentes. Acompañaron a Manrique diversos dirigentes del Partido Federal como Andrés Fescina, Tomás Bres, Ariel Dulevich Uzal y Jaime Portnoy. 
Debido a la trascendencia de su figura y la relevancia de su labor política, Manrique es invitado, junto al Partido Federal, a unirse a la Convergencia Programática que el presidente Alfonsín había diseñado de cara a las elecciones legislativas de 1987. El Partido adhiere apoyando la propuesta de modernización del Estado lanzada por la UCR en el recordado acto de Parque Norte, donde propuso que el país debía caminar hacia la privatización de su economía abandonando las recetas estatistas. En las lista de la Unión Cívica Radical de la Capital Federal ocupan un lugar los dirigentes federales Francisco Manrique y Guillermo Francos, mientras que Tomás Bres va como candidato a concejal porteño. En la provincia de Buenos Aires ocupa un lugar en la lista Ruth Fernández de Monjardín. Tanto Manrique como Fernánez de Monjardín son electos como diputados nacionales, mientras que Bres ganó una banca en la legislatura porteña. Pero Manrique fallece sorepresivamente el 12 de febrero de 1988 sin haber podido asumir su banca como diputado nacional. Su velatorio se llevó a cabo en el salón de los Pasos Perdidos del Congreso Nacional, y el presidente Alfonsín decretó un día de duelo, durante el cual miles de personas desfilaron por el féretro de Manrique. 
Ante el fallecimiento de Manrique, el Partido Federal comenzó a ser presidido por Andrés Fescina, secundado en la vicepresidencia por Carlos Cornejo Costas y la señora Ethel Nicolini como presidente de la Convención Nacional partidaria. El radicalismo al mando de la Junta Coordinadora y del presidente Alfonsín no cumplen el compromiso asumido para la elección de 1987 de modernizar el Estado. Un importante sector del Partido Federal encabezado en Capital Federal por el concejal Guillermo Francos se manifiesta públicamente en favor de recuperar la independencia partidaria y la autonomía política. En otros distritos surgen expresiones similares destacándose Tucumán con el Dr. Osvaldo Sawaya a la cabeza. En el mes de mayo del año 1988, tienen lugar las elecciones internas dentro del partido, donde el Movimiento de Afirmación Federal triunfa. Se da entonces una renovación de los cargos partidarios, Guillermo Francos asume la presidencia del partido en la Capital Federal, como Secretario General asume Eduardo Fernández y preside la Convención Nacional Néstor Montesano. 
Para las elecciones presidenciales de 1989, el Partido Federal convoca a diversos partidos provinciales y a fines a conformar la llamada Confederación Federalista Independiente que sostiene la candidatura del radical Eduardo Angeloz pero acompñado en la vicepresidente por María Cristina Guzmán. Este sector, con listas propias en todos los distritos le aporta al candidato del radicalismo un millón de votos. En Capital Federal, el extrapartidario Santiago de Estrada logra ganar una banca como diputado nacional pero convocado por el presidente electo Carlos Menem, dicha banca como diputado nacional la ocuparía Andrés Fescina, quien conformaría junto a Ruth Fernández de Mojardín el Bloque del Partido Federal en la Cámara de Diputados. Por su parte, Guillermo Francos logra renovar su banca como concejal porteño por otros cuatro años más. En la provincia de Córdoba, el PF accede a cargos provinciales: un senador, tres diputados y un concejal por la capital.
Para las elecciones de 1991, Guillermo Francos se candidatea como primer candidato a diputado nacional por la Capital Federal mientras que Raúl Mariscotti se presenta como primer candidato a concejal porteño, pero ninguno de los dos logran entrar en sus respectivos cargos. En la provincia de Jujuy el Partido logra una banca en la Legislatura provincial a través de la Presidente del Partido en ese distrito, Gladys D'Errico. Mientras tanto, en aquellos años, Francos adquiere relevancia en la Ciudad de Buenos Aires, como concejal y presidente del partido en ese districto, constituyendose como el único legislador que se opone a la sanción de los desequilibrados presupuestos del intendente Grosso y a las escandalosas excepciones al Código de planificación urbana.
En las elecciones legislativas de 1993, el Partido Federal acude nuevamente a un independiente para encabezar la lista de diputados nacionales en la Capital Federal, siendo este el caso de Guillermo Alchouron, expresidente de la Sociedad Rural Argentina, que era secundado por Andrés Fescina. A concejales se postulan Guillermo Francos y Martín Borrelli. Los resultados no son los esperados y Francos y Fescina finalizan sus respectivos mandatos. Ante la campaña para la reforma constitucional de 1994, el Partido Federal asume la defensa del texto constitucional de 1853, declarando que el la reforma solo servía para justiciar los "afanes personalistas" de Alfonsín y Menem, que habían firmado el Pacto de Olivos. En Capital Federal, el PF articula la unión de todos los partidos de centro del distrito bajo la denominación de "Alianza del Centro-Liberal" que con más de 100.000 votos consiguió la incorporación de Álvaro Alsogaray como convencional constituyente. Los dirigentes federales Guillermo Francos, Arturo Bas, Victoria Bitar de Fernández integraban esa lista pero no fueron electos. 
En las elecciones de 1995, el Partido Federal decide apoyar la candidatura de Carlos Menem para apoyar y profundizar el modelo económico que estaba llevando a cabo por el ministro Domingo Cavallo. En octubre del mismo año, el PF decide formar en la Capital Federal una alianza con el Partido Demócrata de la Capital Federal para las elecciones a senador nacional, llevando a Guillermo Francos como primer candidato a senador nacional y a Federico Pinedo como suplente, bajo el slogan "Por el modelo, sin mafias", pero no termina resultando electo. En 1996 el partido, en una abierta crítica al clima de corrupción imperante enfrenta las primeras elecciones para Jefe de Gobierno de la ciudad de Buenos Aires y de estatuyentes, aliado con el Partido Nueva Dirigencia apoyando la fórmula Gustavo Béliz-Guillermo Francos. 260.000 votos dan la magnitud del importante apoyo expresado por la ciudadanía. La lista de estatuyentes, integrada por el PF y el PD (Alianza de Centro), es encabezaba por el demócrata Federico Pinedo, que pocos votos impiden que pudiera ingresar. 
En noviembre de 1996, Francos resulta electo presidente nacional del PF por la Convención Nacional del Partido, en reemplazo de Andrés Fescina. Lo secundan como vicepresidentes la Dra. Gladis D’Errico y el Dr. Alberto Juan Medrano. Ante la descomposición del gobierno de Menem, Cavallo se lanza a la actividad política y recibe el inmediato apoyo del PF en su lucha contra “las mafias enquistadas en el poder”. Se formaliza una alianza con su partido, Acción por la República, que postula como candidatos a diputados nacionales por la Capital a Cavallo, a Guillermo Francos (ambos ingresan al Congreso) y a Martín Borrelli para las legislativas de 1997. Al finalizar ese año, el Borrelli resulta electo presidente del distrito Capital Federal. Accede a la conducción una camada de dirigentes jóvenes del Partido que, junto a los dirigentes más experimentados, componen un grupo homogéneo y organizado. Entre los jóvenes merecen destacarse Paula Bertol, que es consagrada vicepresidente 1ª del distrito, y Marcelo Forgione como presidente de la Convención Metropolitana. Entre los experimentados, el Raúl Mariscotti e Isabel Ordóñez, como vicepresidentes 1º y 2º respectivamente, de la Convención Metropolitana. Por su parte, Mariano Aloisi preside la juventud de Capital.
El Partido se expide enérgicamente en contra de las ambiciones reeleccionistas del presidente Menem. A través de una declaración que luego fue publicada bajo el título “....” se hace un pormenorizado análisis de las objeciones constitucionales, legales y políticas que el proyecto oficial merece. En el marco de un ambicioso proyecto por conformar un espacio político nuevo para disputar el poder a los partidos tradicionales, el Partido Federal, junto a AR y otros aliados, convergen en un proyecto nacional. Francos decide asumir el desafío, deja el distrito Capital Federal y la presidencia nacional del PF para encabezar la organización de este espacio en la provincia de Buenos Aires. Se hace necesario proceder a su reemplazo.
La Convención Nacional del Partido, reunida el 16 de octubre de 1998 en la ciudad de Buenos Aires, decidió por unanimidad de sus nueve distritos designar al titular del distrito Capital, Dr. Martín Borrelli, como nuevo presidente nacional del PF para el período 1998–2001. Lo acompañan el Dr. Bernardo Carlino (Tucumán) como vicepresidente 1º y el Dr. Alberto Juan Medrano como vicepresidente 2º. Ejerce la presidencia de la Convención Nacional el Dr. Carlos Cornejo Costas (Salta) y las vicepresidencias 1ª y 2ª el Prof. Juan Carlos Morales (Santiago del Estero) y Adolfo Inocente (Mendoza), respectivamente. El año 1999 encuentra al Partido en franca reorganización en todo el país. Los distritos existentes se consolidan y nuevos núcleos de federales surgen en el interior. Nace La Hoja Federal, publicación partidaria que se difunde por Internet, la primera en su categoría. Semana a semana difunde las posiciones del Partido sobre los asuntos de interés social y político. El editor responsable es Gustavo Forgione.
En las elecciones presidenciales de 1999, el PF se convierte en el único aliado de Acción por la República sosteniendo la fórmula Cavallo–Caro Figueroa. Dirigentes federales integran las listas en todo el país: Oscar Casas en Jujuy; Juan Carlos Morales y Luis Miguel en Santiago del Estero; Bernardo Carlino en Tucumán; Mario López en Corrientes, son algunos ejemplos. Esta alianza obtiene 1.700.000 votos (10,01%) y se ubica como la tercera fuerza nacional. A los pocos meses, se convoca a elecciones para Jefe de Gobierno de la ciudad. El Partido Federal, una vez más, participa de una alianza para ganar el gobierno de Buenos Aires: Encuentro por la Ciudad postula la fórmula Cavallo–Béliz. Se reedita así la alianza de 1997. La excelente performance llevada a cabo (34%) no alcanza para derrotar a la Alianza. 
En diciembre de 2000, en el primer aniversario del gobierno de De la Rúa, el Partido Federal emite un crítico documento sobre la marcha del gobierno nacional, donde se critica el impuestazo y la falta de actividad gubernamental. También renueva sus autoridades el distrito Capital: Borrelli es electo como presidente por un nuevo período, secundado por la Dra. Paula Bertol y el Sr. Gustavo Forgione como vicepresidentes primero y segundo, respectivamente, y el Sr. Ricardo Martínez como secretario general. Cristián Francos preside la juventud de Capital.
En marzo de 2001, Cavallo acepta el ofrecimiento del gobierno y asume como Ministro de Economía; el Dr. Martín Borrelli lo reemplaza en la Cámara de Diputados de la Nación. Forma el Bloque del Partido Federal y se integra al trabajo parlamentario del Interbloque Federal de Partidos Provinciales. Para las elecciones legislativas de 2001, el acercamiento de AR con el menemismo genera la ruptura del acuerdo con Acción por la República, y el Partido Federal junto al Partido Demócrata reeditan la Alianza de Centro, cuyos candidatos a diputados nacionales son el dirigente demócrata Roberto Azzareto y los federales Paula Bertol y Martín Borrelli. En la provincia de Corrientes, el PF obtiene la intendencia de Alvear (Mario López) y varias concejalías. En Mendoza, el titular del distrito, Adolfo Inocente, gana una banca de concejal en San Martín.
Luego de la debacle de diciembre de 2001 y ante el abandono de la convertibilidad y la devaluación de la moneda implementada por el nuevo gobierno, el PF manifiesta su categórica oposición a esas medidas en sendos documentos titulados “Salto al vacío”, del 6 de enero de 2002, y “Las nuevas medidas no constituyen un plan sustentable”, del mes de febrero del mismo año. En septiembre de 2002, la Convención Nacional del Partido, por el voto unánime de sus 10 distritos, proclama como presidente en el orden nacional por un nuevo período (2002–2004) al Dr. Borrelli. Lo acompaña como vicepresidente 1º el Dr. Bernardo Carlino. Mantiene la presidencia de la Convención Nacional el Dr. Carlos Cornejo Costas (Salta), y las vicepresidencias 1ª y 2ª son ocupadas por Oscar Casas (Jujuy) y Adolfo Inocente (Mendoza), respectivamente. 
Ante la convocatoria para las elecciones presidenciales de 2003, el PF elabora una estrategia común junto a los partidos socios del Interbloque de Partidos Provinciales. Se conforma el Movimiento Federal, que inicia conversaciones con el líder del Partido Recrear para el Crecimiento, Ricardo López Murphy. El 9 de octubre de 2002, en la sede del Partido Federal, se consagra la alianza electoral que habrá de denominarse Movimiento Federal para Recrear el Crecimiento y se lanza la fórmula López Murphy-Gómez Diez. Esta fuerza logrará 3.200.000 votos (16,34%) en las elecciones del 27 de abril y será la primera fuerza no peronista del país. 
Con elecciones desdobladas en todo el país, la ciudad de Buenos Aires convoca a comicios para el día 24 de agosto. El Partido Federal, junto a su tradicional aliado, el Partido Demócrata, más otros partidos de centro, se reúnen nuevamente en la Alianza de Centro y deciden apoyar la candidatura a Jefe de Gobierno de Mauricio Macri. Para legisladores de la ciudad postulan a Juan Carlos Lynch y a los federales Borrelli y Bertol. En la lista de candidatos a diputados nacionales se integra Eduardo Llorens en representación del PF. En dicha elección resultaron electos diputados por la Ciudad Autónoma de Buenos Aires Martín Borrelli y Paula Bertol. Ambos se integraron al Bloque Parlamentario Frente Compromiso para el Cambio.
En mayo de 2004, el Partido aportó un duro documento sobre el primer año de gestión del presidente Néstor Kirchner, en el cual se analizó en profundidad la política nacional y la política económica del gobierno. En las elecciones del año 2005, la Dra. Paula Bertol integró la lista de candidatos a diputados de la Nación de la alianza PRO en segundo término y resultó elegida.
En el año 2007, el Dr. Martín Borrelli fue reelegido en su cargo de legislador de la Ciudad de Buenos Aires hasta el año 2011.

## Resultados electorales

### Elecciones presidenciales
|  | 14.90 % |

|  | 12.19 % |

|  | 0.72 % |

|  | 37.10 % |

|  | 49.94 % |

|  | 10.22 % |

|  | 16.37 % |

|  | 11.14 % |

|  | 48.66 % |

|  | 6.14 % |

### Elecciones al congreso
| Año  | Votos                     | %                    | Diputados | Senadores | Nota |
| ---- | ------------------------- | -------------------- | --------- | --------- | --- |
| 1973 | 1.757.784                 | 14,76%               | 3/243     | 0/69      | Alianza Popular Federalista |
| 1983 | 101.258                   | 0,68%                | 0/254     | 0/46      | Alianza Federal en PBA, CABA, Catamarca, Chaco, Chubut, Corrientes, Entre Ríos, Jujuy, La Rioja, Misiones, San Luis, Santa Fe, Santiago del Estero y Tucumán |
| 1985 | 415.961                   | 2,71%                | 0/254     |           | Con Pacto Autonomista Liberal y PDP en Corrientes Sin alianza en PBA, CABA, Córdoba, Entre Ríos, Jujuy, Santa Fe y Tucumán |
| 1986 | Sin datos                 | Sin datos            |           | 0/46      | |
| 1987 | 1.405                     | 0,01%                | 0/254     |           | Sin alianza en Tucumán |
| 1989 | 81.308                    | 0,49%                | 2/254     | 0/46      | Confederación Federalista Independiente en Córdoba Sin alianza en Chaco, Mendoza, Río Negro y Tierra del Fuego |
| 1991 | 527.489                   | 3,35%                | 1/257     |           | Confederación Federalista Independiente en Córdoba y Tucumán Frente Justicialista en Chaco y Tierra del Fuego Alianza con Unión Cívica Radical en Santiago del Estero Alianza con Fuerza Republicana en Jujuy Alianza Solidaria (PDC-PF) en Misiones Alianza Bloquista (PB-PF) en San Juan Frente Cívico y Social en Catamarca Sin alianza en Ciudad de Buenos Aires |
| 1992 | Sin datos                 | Sin datos            |           | 0/48      | |
| 1993 | 589.234                   | 3,60%                | 0/257     |           | Frente Justicialista en Corrientes, Misiones, San Juan y Santiago del Estero Frente de Participación Mendocino (PF-UNIR) en Mendoza Frente Cívico y Social en Catamarca Sin alianza en Provincia de Buenos Aires y Ciudad de Buenos Aires |
| 1995 | 548.699                   | 3,24%                | 0/257     | 0/72      | Frente Justicialista en Corrientes, Misiones y Salta Frente Cívico (UCR-PF) en Jujuy Sin alianza en Provincia de Buenos Aires, Ciudad de Buenos Aires y Córdoba |
| 1997 | 965.256                   | 5,60%                | 0/257     |           | Con Acción por la República en Ciudad de Buenos Aires Frente Justicialista Popular en Jujuy y Misiones Alianza para el Trabajo, la Justicia y la Educación en Santiago del Estero Frente Partido Nuevo (PaNu-PF) en Corrientes Unión Popular por la Producción y el Trabajo (MID-PF-PTP) en San Juan                                                                 |
| 1998 | Sin datos                 | Sin datos            |           | 0/72      | |
| 1999 | 518.152                   | 2,80%                | 0/257     |           | Con Acción por la República en CABA, Corrientes, Jujuy, San Juan y Tucumán Frente para el Cambio en Misiones Sin alianza en Mendoza |
| 2001 | 427.661 (D) 371.156 (S)   | 2,99% (D) 2,55% (S)  | 0/257     | 0/72      | Alianza de Centro (PF-PD) en Ciudad de Buenos Aires Alianza para el Trabajo, la Justicia y la Educación en Salta Solidaridad y Esperanza (UCeDé-PF-UNIR) en Mendoza Frente para el Cambio en Misiones Frente para Todos en Tucumán |
| 2003 | 761.797 (D) 135.663 (S)   | 4,84% (D) 2,97% (S)  | 0/257     | 0/72      | Frente Compromiso para el Cambio en Ciudad de Buenos Aires Alianza con Unión Cívica Radical en Mendoza Alianza con Partido Nuevo en Corrientes Frente Fundacional para el Cambio en Tucumán Sin alianza en San Juan |
| 2005 | 1.303.057 (D) 531.999 (S) | 7,55% (D) 6,44% (S)  | 0/257     | 0/72      | Alianza Propuesta Republicana en Provincia de Buenos Aires y CABA Alianza con Frente para la Victoria en Mendoza Unidad Bloquista en San Juan Frente Cívico por Santiago en Santiago del Estero |
| 2007 | 529.228 (D) 428.017 (S)   | 2,93% (D) 10,07% (S) | 0/257     | 0/72      | Frente Vamos en Provincia de Buenos Aires Alianza Propuesta Republicana en Ciudad de Buenos Aires y San Juan Alianza con Partido Justicialista en Mendoza Confederación Coalición Cívica en Tucumán Confederación Federal en Formosa Frente Cívico por Santiago en Santiago del Estero Sin alianza en Corrientes y Jujuy                                             |
| 2009 | 3.438.270 (D) 10.834 (S)  | 17,80% (D) 0,18% (S) | 0/257     | 0/72      | Frente Unión-PRO en Provincia de Buenos Aires y Ciudad de Buenos Aires Acuerdo Cívico y Social en San Juan Frente Cívico por Santiago en Santiago del Estero Sin alianza en Corrientes, Mendoza y Tucumán |
| 2011 | 1.442.813 (D) 880.892 (S) | 7,01% (D)            | 0/257     | 0/72      | Unión para el Desarrollo Social en Provincia de Buenos Aires, CABA y Corrientes Frente Cívico por Santiago en Santiago del Estero Sin alianza en Mendoza |
| 2013 | 1.083.395 (D) 225.828 (S) | 4,79% (D)            | 0/257     | 0/72      | Unidos por la Libertad y el Trabajo en Provincia de Buenos Aires Frente para la Victoria en Corrientes Frente Cívico por Santiago en Santiago del Estero |
| 2015 | 4.741.089 (D) 625.064 (S) | 20,34% (D)           | 0/257     | 0/72      | Frente para la Victoria en PBA, CABA, Corrientes, Mendoza y Santiago del Estero |
| 2017 | 384.125 (D)               | 1,56% (D)            | 0/257     | 0/72      | Frente Cívico por Santiago en Santiago del Estero |
| 2019 | 1.629.250 (D) 443.534 (S) | 6,35% (D) 7,87% (S)  | 0/257     | 0/72      | Consenso Federal en Provincia de Buenos Aires, CABA y Corrientes Frente Cambia Mendoza Frente Cívico por Santiago en Santiago del Estero |
| 2021 | 604.704 (D) 243.334 (S)   | 2,60% (D) 3,42% (S)  | 0/257     | 0/72      | Frente de Todos en Corrientes Frente Cívico por Santiago en Santiago del Estero Sin alianza en Mendoza |